# باهر المحمدی
باهر المحمدی (عربی: باهر المحمدي؛ زادهٔ ۱ نوامبر ۱۹۹۶) بازیکن فوتبال اهل مصر است.
از باشگاه‌هایی که در آن بازی کرده‌است می‌توان به باشگاه ورزشی اسماعیلی اشاره کرد.
وی همچنین در تیم ملی فوتبال مصر بازی کرده‌است.